# Elmar Parth
Elmar Parth (Merano, 17 gennaio 1973) è un allenatore di hockey su ghiaccio ed ex hockeista su ghiaccio italiano.

## Biografia
Nato a Merano, ma cresciuto in Val Gardena, ha giocato in massima serie con le maglie di Gardena, Fassa, Vipiteno e Caldaro.
Ha vestito la maglia azzurra sia a livello giovanile (ha preso parte a due europei Under-18 - Gruppo B e ad un mondiale Under-20 - Gruppo B) che di nazionale maggiore (diversi incontri amichevoli nella prima metà degli anni Novanta).
Dopo il ritiro ha allenato le giovanili del Merano, del Gardena, del Bolzano, del Cortina e dell'EV Bozen 84, oltre a fare l'assistente allenatore per lo stesso Bolzano e per il Val Pusteria. Ha avuto anche un'esperienza come primo allenatore dei gardenesi, nel 2010, quando subentrò per i play-off all'esonerato Paul Adey, portando la squadra in finale di serie A2. Dal 2014 è l'allenatore delle giovanili dell'Hockey Club Falcons Bressanone, e dall'anno successivo, con un contratto che lo lega ai brissinesi fino al 2019, della neonata prima squadra, dapprima iscritta alla Tiroler Eliteliga, e poi, dalla stagione 2017-2018, alla Italian Hockey League - I division. La prima squadra vinse il campionato ottenendo la promozione in Italian Hockey League. Al termine della stagione il contratto gli venne rinnovato fino al 2025, ma Parth tornò ad occuparsi esclusivamente del settore giovanile. Il suo posto alla guida della prima squadra venne preso da Marco Scapinello.
Ha lasciato i Falcons nell'estate del 2021 ben prima del termine del contratto. Per una stagione (2021-2022) ha allenato la selezione mista Under-19 di Cortina e Alleghe, mentre in quella successiva è passato alle giovanili del Gherdëina. Quando, nel gennaio 2023, la società cambiò allenatore della prima squadra (Marco Liberatore al posto drll'esonerato David Musial), Parth venne scelto come nuovo assistente fino al termine della stagione.
Nel giugno 2023 venne scelto come allenatore capo della seconda squadra dello stesso Gherdëina, che militava in terza serie.

## Palmarès

### Giocatore
- Serie A2: 1

Gardena: 1996-1997

### Allenatore
- Campionato italiano: 1

Bolzano: 2011-2012
- Supercoppa italiana: 2

Bolzano: 2012-2013
Val Pusteria: 2014-2015